# Nettspend
Nettspend (Richmond (Virginia), 18 maart 2007),  een pseudoniem van Gunner Shepardson, is een Amerikaanse rapper en songwriter. Hij verwierf bekendheid in de underground-hiphopscene na het viraal gaan van zijn nummer "Drankdrankdrank" op Twitter eind 2023. Zijn muziekstijl combineert elementen van trap en jerk, met kenmerkende elementen zoals vervormde 808s, losse pianoriffs en glinsterende synths.

## Vroege leven
Shepardson groeide op in een muzikaal gezin; zijn vader was countryzanger. Als kind luisterde hij naar artiesten als Michael Jackson, Katy Perry en Justin Bieber. Hij begon met rappen in de vijfde klas en ontwikkelde zijn muzikale vaardigheden verder tijdens de COVID-19-pandemie. In de negende klas verliet hij de school.

## Carrière
In januari 2024 werkte hij samen met rapper Xaviersobased op het nummer "40", geproduceerd door Evilgiane. Dit nummer werd door The New York Times en Pitchfork genoemd als een van de beste nummers van 2024. In maart 2024 trad Nettspend op tijdens Rolling Loud, zijn eerste festivaloptreden.
In juni 2024 bracht hij samen met rapper OsamaSon het nummer "Withdrawals" uit. In oktober 2024 bracht hij het nummer "F*ck Swag" uit, met een bijbehorende videoclip geregisseerd door Cole Bennett. Op 6 december 2024 bracht Nettspend zijn debuutmixtape "Bad Ass F*cking Kid" uit via Grade A Productions en Interscope Records. De mixtape bevatte geen samenwerkingen en werd geproduceerd door onder andere Kenny Beats en Evilgiane.

## Persoonlijk leven
In een interview uit 2024 werd onthuld dat Nettspend een jonge makaak genaamd Elijah als huisdier heeft genomen. Tijdens het interview werd Elijah geïntroduceerd door de A&R-manager van Nettspend, die vertelde dat hij “even werd voorbereid” voordat hij werd getoond aan de aanwezigen. De 18-jarige artiest hield de kleine aap in zijn armen, gewikkeld in een witte handdoek. Elijah werd door Nettspend omschreven als zijn “zoon” en had, volgens de verslaggever, een vergelijkbare gelaatsuitdrukking als zijn eigenaar: half slaperig, half nors. Elijah is klein van stuk – “niet groter dan een ketchupfles” – en heeft opvallende, fladderende wimpers en vlekkerige, donkere haartjes. De aankoop van het dier wordt gezien als een cadeau dat Nettspend zichzelf gaf sinds zijn opkomst in de muziekindustrie hem toegang gaf tot alles wat hij wenste.

## Discografie

### Mixtapes
- Bad Ass Fcking Kid* (2024)

### Singles (selectie)
- "Drankdrankdrank"
- "Shine N Peace"
- "40" (met Xaviersobased en Evilgiane)
- "Withdrawals" (met OsamaSon)
- "F*ck Swag"
- "Nothing Like Uuu"
- "That One Song"
- "Impact" (met Xaviersobased)